# Rue du Foyer Schaerbeekois
Pour les articles homonymes, voir Foyer.
La rue du Foyer Schaerbeekois (en néerlandais : Schaarbeekse Haardstraat) est une rue bruxelloise de la commune de Schaerbeek qui va de la chaussée de Helmet au square Willy Authom en passant par la rue Docteur Élie Lambotte et la rue Achille Detienne.
La numérotation des habitations va de 3 à 105 pour le côté impair et de 2 à 38 pour le côté pair.
En 1899, la société du Foyer Schaerbeekois construisit son premier immeuble de logements sociaux au coin de la Chaussée de Helmet et d'un chemin qui deviendrait la rue du Foyer Schaerbeekois. L'architecte en était Henri Jacobs, qui devait construire de nombreux autres immeubles pour le foyer schaerbeekois.

## Adresses notables
- no 2 : Maison du Foyer Schaerbeekois
- no 36 : Centre hospitalier Paul Brien (bâtiment passif)[1]